# Friedrich Albert Groeteken

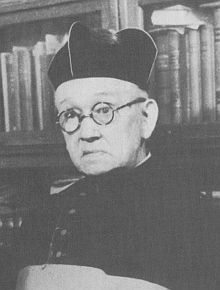
Friedrich Albert Groeteken

Friedrich Albert Groeteken (* 12. Mai 1878 in Bochum; † 26. Oktober 1961 in Bad Godesberg-Plittersdorf) war ein deutscher Priester, Lehrer, Autor und Heimatforscher.

## Leben
Friedrich Albert Groeteken wurde am 12. Mai 1878 in Bochum geboren. Im Jahre 1904 empfing Groeteken nach dem Theologie- und Philologiestudium die Priesterweihe. Nach weiteren Studienjahren an ausländischen Universitäten promovierte er 1914 zum Doktor der Theologie und danach auch zum Doktor der Philosophie.
Groeteken war von 1913 bis zu seiner Pensionierung im Jahr 1930 im Schuldienst tätig. Zunächst als Lehrer in Hamm und Dortmund. 1916 wechselte er als Vikar und Leiter einer Höheren Stadtschule nach Fredeburg ins Sauerland. Nach seiner Pensionierung im Jahre 1930 zog er nach Godesberg. Bis zu seinem Tode war Groeteken in Godesberg als Autor, Hilfsgeistlicher und in der Heimatforschung tätig. Friedrich Albert Groeteken wurde am 26. Oktober 1961 unter großer Anteilnahme der Bevölkerung beigesetzt.

## Werke (Auswahl)
- Die Franziskaner an Fürstenhöfen bis zur Mitte des 14. Jahrhunderts. Buschmann, Münster 1915.
- Das katholische Siegerland. Siegen 1915.
- Geschichte der katholischen Propstei-Gemeinde zu Dortmund von 1819–1919. Propsteigemeinde, Dortmund 1919.
- Die Sagen des Sauerlandes – Die Volkssagen des kölnischen Sauerlandes. Lensing, Dortmund 1921.
- Geschichte der Stadt und des Amtes Fredeburg. Josefs-Druckerei, Bigge 1928.
- Geschichte der Pfarreien des Dekanates Wormbach. Josefs-Druckerei, Bigge 1928.
- Die Benediktiner-Abtei Grafschaft, die Pfarrei Grafschaft und ihre Tochtergemeinde Gleidorf. Als Manuskript gedruckt 1957.
- Die heilige Adelheid von Vilich und ihre Familie. Butzon & Bercker, Kevelaer 1937.
- Der gottselige Dietrich Kolde von Münster 1435–1515 – ein Künder deutschen Volkstums im Mittelalter. Ein kurzes Lebensbild. Franziskus, Werl 1938.
- Der Heilige der Eucharistie St. Paschalis Baylon. 4. Auflage, Wohlgemuth, 1948.
- Der Liebhaber des Kreuzes Pfarrer Johann Heinrich Montanus 1680–1743. 2. Auflage, Wohlgemuth, 1949.

Friedrich Albert Groeteken verfasste insgesamt 195 Aufsätze und 38 Bücher. 1921 gab er den ersten Sauerländischen Heimatkalender De Suerländer – Heimatkalender für das Kurkölnische Sauerland heraus.